# Sory Kaba
Sory Kaba (Conakri, 10 de abril de 1995) es un futbolista guineano que se desempeña como delantero en la U. D. Las Palmas de la Segunda División de España.

## Trayectoria
Sory Kaba hizo su debut como futbolista con el Alcobendas C. F. con el que debutó como sénior en 2014. Con el club madrileño jugó 52 partidos y marcó 13 goles.
Estos números llamaron la atención del Elche C. F. que lo fichó para su filial el Elche Ilicitano C. F. Debutó con el primer equipo el 13 de mayo de 2017 con una derrota frente al C. D. Mirandés y marcó su primer gol quince días después logrando el empate para su equipo contra el C. F. Reus Deportiu.
Tras el descenso del Elche a la Segunda División B fue inscrito para jugar en el primer equipo. Tras comenzar la temporada como suplente, en la jornada 2 marca su primer gol de la misma ante el C. F. Badalona cerrando la goleada de su equipo por 5-1. A partir de este partido se gana la titularidad con el Elche, y en la jornada siguiente, la jornada 3, marca su segundo gol de la temporada ante el filial del Real Zaragoza, el Deportivo Aragón. También fue titular en la Copa del Rey marcando un gol ante el C. F. Badalona que supuso el empate a 2. Después el Elche pasó de ronda en los penaltis.
El 24 de septiembre de 2017, y dentro de la jornada 6, marcó su primer doblete con la camiseta ilicitana haciendo posible el empate del Elche (3-3) ante el C. D. Atlético Baleares. Esta actuación le valió para ser convocado por primera vez con la selección de fútbol de Guinea. Al término de la temporada el equipo regresó a Segunda División.
El 31 de enero de 2019 el Dijon F. C. O., que militaba en la Ligue 1, pagó su cláusula de rescisión y abandonó la entidad ilicitana. Jugó nueve partidos en lo que restaba de campaña y, al inicio de la siguiente, fue traspasado al F. C. Midtjylland.
El 31 de agosto de 2021 recaló cedido en el O. H. Leuven hasta final de temporada. Regresó a Dinamarca cuando esta terminó y volvió a ser prestado en enero de 2023 al Cardiff City F. C. En agosto de ese mismo año volvió al fútbol español después de ser traspasado a una U. D. Las Palmas con la que firmó por cuatro temporadas. En la primera de ellas tuvo la oportunidad de estrenarse en Primera División y en la segunda regresó como cedido al Elche C. F.

## Selección nacional
Fue convocado por primera vez para jugar con la selección de fútbol de Guinea al inicio de la temporada 2017-18. Debutó con la selección el 7 de octubre de 2017 en un partido frente a la selección de fútbol de Túnez que terminó con derrota por 1-4.

## Clubes
| Club                        | País      | Año       |
| --------------------------- | --------- | --------- |
| Alcobendas C. F.            | España    | 2014-2016 |
| Elche C. F. Ilicitano       | España    | 2016-2017 |
| Elche C. F.                 | España    | 2017-2019 |
| Dijon F. C. O.              | Francia   | 2019      |
| F. C. Midtjylland           | Dinamarca | 2019-2023 |
| O. H. Leuven (cedido)       | Bélgica   | 2021-2022 |
| Cardiff City F. C. (cedido) | Gales     | 2023      |
| U. D. Las Palmas            | España    | 2023-     |
| Elche C. F. (cedido)        | España    | 2024-2025 |

## Palmarés

### Títulos nacionales
| Título                 | Club              | País      | Año  |
| ---------------------- | ----------------- | --------- | ---- |
| Superliga de Dinamarca | F. C. Midtjylland | Dinamarca | 2020 |